# André Stander
André Charles Stander (22 novembre 1946 – 13 février 1984) est un criminel et policier sud-africain. Un des plus tristement célèbres braqueurs de banque de l’histoire de l’Afrique du Sud, Stander était connu pour la manière audacieuse avec laquelle il opérait ; parfois pendant sa pause déjeuner, revenant souvent sur les lieux du crime en tant qu’enquêteur.

## Biographie
Fils d’une figure du Service pénitentiaire sud-africain, le major-général François Jacobus Stander (1916-2001), André subit des pressions dès son plus jeune âge pour poursuivre une carrière dans le domaine du maintien de la loi. Il s’inscrit à l'école de formation de la police sud-africaine près de Pretoria en 1963, obtenant son diplôme comme major de sa classe. Et peu après, il rejoint le service d’enquête criminelle de Kempton Park.
En 1977, il se rend à Durban où il braque sa première banque. Entre 1977 et 1980, il aurait volé ainsi près de cent mille rands.
Après avoir dévalisé près de 30 banques, Stander est arrêté et condamné à 75 ans de prison le 6 mai 1980. Cependant, étant donné que bon nombre des accusations portées contre lui furent portées simultanément, il se voit finalement imposer une peine de 17 ans. Stander rencontre Allan Heyl et Lee McCall à la prison de haute sécurité de Zonderwater.
Après son premier procès, Stander prétendit que sa désillusion à l’égard du service de police découlait d’un incident antérieur où lui et ses collègues officiers avaient abattu et tué 176 écoliers non armés pendant le soulèvement de Soweto en 1976. Toutefois, Stander n’était pas présent avec le contingent de police à Thembisa lorsque des écoliers non armés furent abattus.
D’autres récits laissent entendre que Stander, qui avait terminé son service national en Angola pendant la guerre à la frontière sud-africaine, s’est peut-être lassé de la vie civile et a eu soif de l’excitation offerte par une vie criminelle.

## Le gang Stander
Le 11 août 1983, Stander et McCall, ainsi que cinq autres détenus, sont placés dans des locaux de la prison pour un rendez-vous de physiothérapie. Une fois les prisonniers laissés seuls avec le physiothérapeute, Stander et McCall le maîtrisent et s'échappent. Les autres prisonniers refusent de les suivre.
Stander et McCall retournent à Zonderwater le 31 octobre 1983, afin de faire sortir Allan Heyl de l’endroit où il passait un test de qualification. À partir de ce jour, et jusqu’à la fin de janvier 1984, les trois hommes commencent à braquer des banques ensemble, sous le nom de guerre de Stander Gang – un terme inventé par les médias.
McCall est tué le 30 janvier 1984, lors d’une descente de police dans la cachette du gang à Houghton Estate, Gauteng. Heyl s’enfuit en Grèce, puis en Angleterre, puis en Espagne, et il retourne finalement en Angleterre où il est arrêté, jugé et condamné à neuf ans de prison pour vol qualifié avec arme à feu. Après avoir purgé sa peine au Royaume-Uni, il est extradé vers l’Afrique du Sud où il est condamné à 33 ans de prison. Heyl est libéré sur parole le 18 mai 2005.
Alors que la police se rapproche de McCall en Afrique du Sud, Stander lui est à Fort Lauderdale, en Floride, pour essayer d’organiser la vente du yacht à voile récemment acheté par le gang — le Lilly Rose — qu’ils avaient l’intention d’utiliser pour leur dernière escapade une fois qu’ils auraient acquis suffisamment d’argent.

## La Floride et sa mort
Alors que Stander est resté aux États-Unis, des mandats d’arrêt internationaux ont été émis pour son arrestation. Essayant de tirer le meilleur parti de la situation, Stander se créé une fausse identité d’auteur australien nommé "Peter Harris" et falsifie son permis de conduire. Ensuite, il visite un vendeur de voitures d’occasion et achète une Ford Mustang chez un concessionnaire nommé Anthony Tomasello. Le 10 février 1984, la police arrête Stander alors qu’il conduit le véhicule non immatriculé. Étant relativement inconnu des autorités américaines à l’époque, Stander présente sa fausse carte d’identité à la police, qui reconnait qu’il s’agit d’une fausse et la lui confisque — ajoutant la contrefaçon de permis de conduire à sa liste d’infractions —, mais elle croit à son histoire au sujet de son identité et le libère.
Une fois libéré, le même soir, Stander retourne à la fourrière de la police où sa Mustang saisie est gardée, est entre par effraction pour voler la voiture. Le lendemain matin, Stander retourne chez le même vendeur de voitures d’occasion où il a acheté le véhicule et demande au concessionnaire Tomasello de faire repeindre la voiture d'une couleur différente. Cependant, Tomasello vient d’apprendre l’existence du Stander Gang dans un journal local. Il dit à Stander qu’il l’aidera, obtient des informations, et dès que Stander repart il appelle son avocat. Sur les conseils de cet avocat, Tomasello appelle la police locale. 
D’après les informations fournies par Tomasello, une unité tactique de la police encercle l’appartement que Stander utilise comme planque, mais Stander n’est pas là. Il a acquis un vélo pendant que sa voiture est à repeindre. Il a quitté l’appartement à vélo et n’est revenu qu’après que la police l’a encerclé. Alors qu’il se rend sans le savoir vers son appartement, l’agent Michael van Stetina, qui est posté dans le périmètre, reconnait Stander et tente de l’arrêter.
Stander essaye de s’enfuir, mais comme Stetina empêche sa fuite, une lutte pour le fusil de l’officier commence. L’arme tire et Stander est touché; il tombe dans l’allée de l’immeuble, saignant abondamment. Stetina appelle immédiatement une ambulance. Mais bien que l’agent Stetina ait essayé d’administrer les premiers soins, les blessures de Stander sont trop graves et il se vide mortellement de son sang avant l’arrivée d’une ambulance.

## Film
Le personnage de Stander est joué par l'acteur américain Thomas Jane dans le film Stander en 2003.